# Елія-Капітоліна
31°46′32″ пн. ш. 35°13′52″ сх. д. / 31.775689° пн. ш. 35.23104° сх. д.
Елія Капітоліна (лат. Colonia Aelia Capitolina) — римська колонія, побудована у 135 році на місці зруйнованого Єрусалима імператором Адріаном після придушення  Другого єврейського повстання (132–136), що своєю чергою переросло у  Другу Юдейську війну. Адріан видав декрет, за яким всім, хто був обрізаний, доступ у місто був заборонений. За наступні 200 років єдиною людиною, що порушила це правило, був Філіпп Араб. У 325 році Костянтин Великий відновив назву Єрусалима як християнського міста.

## Назва

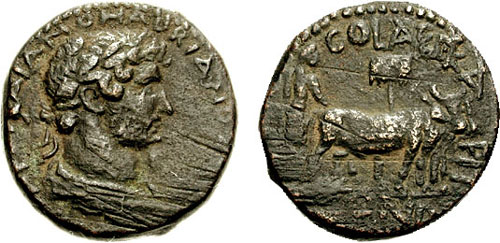
Монета Адріана на честь заснування Елії Капітоліни. Межі колонії позначені символічною борозною (sulcus primigenius)

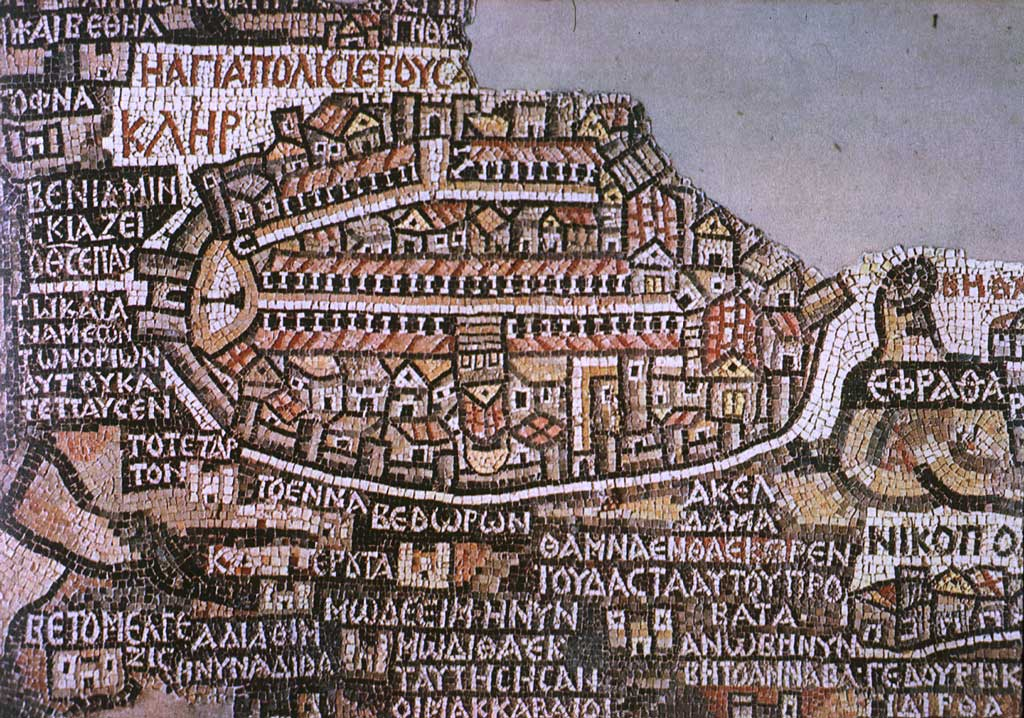
Елія Капітоліна на карті з Мадаби (мозаїка, 570 рік, Мадаба, Йорданія, 5 х 25 м)

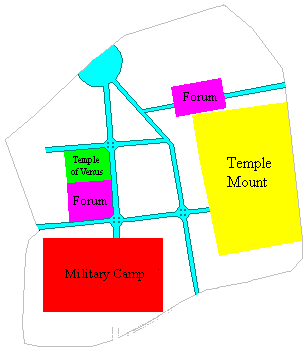
План римської колонії Єрусалима

Назва римської колонії походить від родового імені (nomen gentile) імператора Адріана (лат. Publius Aelius Hadrianus) — Елії, та від назви пагорба в Римі — Капітолія, де знаходився храм головного римського бога Юпітера — Храм Юпітера. Храм Юпітера в колонії був зведений на місці колишнього  Храму на Храмовій горі. Також в місті був форум і храм Венери на місці сучасного Храм Гробу Господнього. Місто було без мурів та охоронялось невеликим гарнізоном десятого легіону — Legio X Fretensis.